# 2024년 프랑스 총선
2024년 프랑스 총선은 프랑스 하원 의원 577명을 선출한 선거이다. 2024년 6월 30일 1차 투표가 실시되었으며, 2차(결선) 투표는 7월 7일 치러졌다. 에마뉘엘 마크롱 대통령이 정국 돌파를 위해 의회 해산을 선언하면서 2022년 프랑스 총선 이후 2년 만에 치러진 선거로, 조기 선거는 1997년 프랑스 총선 이후 처음이다.
선거 결과 좌파연합에 해당되는 신인민전선(NFP)이 180석으로 1당을 차지하였다. 이어 앙상블(여당인 르네상스가 속함)이 159석으로 2당, 국민연합 등 극우연합이 142석으로 3당을 차지하였다. 결론적으로 어느 정당도 단독과반을 차지하지 못한 헝 의회 상태로 남게 되었다.

## 배경
2024년 6월 6일부터 6월 9일까지 실시된 2024년 유럽의회 선거에서 에마뉘엘 마크롱 대통령의 중도 여당인 르네상스당이 극우 정당 국민연합에 완패할 것으로 전망된다는 출구조사 결과가 나왔다. 발표 직후 마크롱 대통령은 대국민담화를 통해 "국민의 메시지와 우려를 들었으므로 반응 없이 지나치지 않겠다"며 정국 돌파를 위한 프랑스 하원의 의회 해산 및 조기 총선을 발표하였다. 이 같은 발표에 마린 르펜 국민연합 대표는 조기 총선을 환영하고 지지를 호소하였다.
마크롱 대통령의 해산 선언으로 2022년 프랑스 총선 이후 2년여 만에 총선이 치러지게 되었다. 이전에 프랑스에서 마지막으로 의회 해산과 조기 총선이 있던 것은 1997년이다. 당시 자크 시라크 대통령은 의회 잔여임기가 1년여 남은 상태에서 조기 총선을 결정하였으며, 이에 따라 1997년 프랑스 총선이 치러지게 되었었다.

## 선거 결과

### 1차 투표
2024년 6월 30일 1차 투표 결과, 76명이 당선을 확정하였다.(577석 전체 의석 중 13.17%에 해당) 1차 투표 당선 기준은 지역구 등록 유권자의 25% 이상, 총 투표수의 50% 이상을 얻는 것이다.
국민연합(RN) 등 극우 연합 후보자가 가장많은 39명이 당선되었으며, 득표율 33.1%를 기록하였다. 2위인 신인민전선(NFP) 후보자는 32명 당선에 득표율은 28.1%로 나타났다. 집권 여당인 르네상스가 속한 중도연합 앙상블은 2명 당선, 21.2% 득표율로 3위를 기록하였다. 그밖에 공화당 1명과 기타 우파 2명이 당선되었다.
2024년 총선 1차 투표 참여율은 66.7%로 2022년 프랑스 총선(47.5%) 대비 19.2%가 늘었다.

### 2차 투표
2차(결선) 투표는 7월 7일 실시 되었다. 결선선거 결과 불복하는 프랑스(LFI) 등이 속한 신인민전선(NFP)이 1당, 여당인 르네상스가 속한 앙상블이 2당, 국민연합(RN) 등 극우 연합이 3당으로 나타났다. 2차 투표의 득표율은 국민연합이 37.06%, 신인민전선 25.81%, 앙상블 24.53%, 공화당 5.41% 등을 기록하였다.
2024년 7월 7일 2차 투표(결선) 투표율은 66.63%로 직전 선거(46.23%) 대비 20.40% 증가하였다.
| 정당·연합 등 구분 | 1·2차 당선 구분 | 1·2차 당선 구분 | 당선자 수  | 의석 수 비율(%) | 의석 수 비율(%) | 비고                  |
| 정당·연합 등 구분 | 1차             | 2차             | 당선자 수  | 의석 수 비율(%) | 의석 수 비율(%) | 비고                  |
| --- | --------------- | --------------- | ---------- | --------------- | --------------- | --------------------- |
| 신인민전선(NFP) | 32              | 148             | 180        | 31.19           |                 |                       |
| 앙상블 | 2               | 157             | 159        | 27.55           |                 | 여당(르네상스)이 속함 |
| 국민연합(RN) 등 극우 연합 | 38              | 104             | 142        | 24.61           |                 |                       |
| 공화당 | 1               | 38              | 39         | 6.75%           |                 |                       |
| 기타 우익 | 2               | 25              | 27         | 4.67            |                 |                       |
| 기타 좌익 | 0               | 12              | 12         | 2.07            |                 |                       |
| 기타 중도 | 0               | 6               | 6          | 1.03            |                 |                       |
| 기타 | 1               | 11              | 12         | 2.07            |                 |                       |
| 계 | 76              | 501             | 577        | 100%            |                 |                       |
| \| \| 1차 투표 \| 1차 투표 \| 2차 투표 \| 2차 투표 \| 비고 \| \| 투표 수 \| 비율(%) \| 투표 수 \| 비율(%) \| \| 비고 \| \| ------- \| ---------- \| --------- \| ---------- \| --------- \| ---- \| \| 유효표 \| 32,057,944 \| 97.41 \| 27,282,030 \| 94.50 \| \| \| 무효표 \| 267,803 \| 0.81 \| 395,302 \| 1.37 \| \| \| 공란표 \| 582,908 \| 1.77 \| 1,193,011 \| 4.13 \| \| \| 계 \| 32,908,655 \| 100.00 \| 28,870,343 \| 100.00 \| \| \| \| 유권자 수 \| 투표율(%) \| 유권자 수 \| 투표율(%) \| \| \| \| 49,332,709 \| 66.71 \| 43,328,540 \| 66.63 \| \| |                 |                 |            |                 |                 |                       |
| 비고 - ※의석 수 백분율 표시는 소수 셋째 자리에서 버림하였다. - 1차 투표 당선자: 76명. ※2022년 프랑스 총선(5명) 대비 71명 증가. 전체 의석수 577석 - 2024년 6월 30일 1차 투표 투표율: 66.71%, 직전 선거(2022년 프랑스 총선, 47.51%) 대비 19.20%p 증가 - 2024년 7월 7일 2차 투표(결선) 투표율 66.63%, 직전 선거(46.23%) 대비 20.40%p 증가 |                 |                 |            |                 |                 |                       |
| | 1차 투표        | 1차 투표        | 2차 투표   | 2차 투표        | 비고            |                       |
| 투표 수 | 비율(%)         | 투표 수         | 비율(%)    |                 | 비고            |                       |
| 유효표 | 32,057,944      | 97.41           | 27,282,030 | 94.50           |                 |                       |
| 무효표 | 267,803         | 0.81            | 395,302    | 1.37            |                 |                       |
| 공란표 | 582,908         | 1.77            | 1,193,011  | 4.13            |                 |                       |
| 계 | 32,908,655      | 100.00          | 28,870,343 | 100.00          |                 |                       |
| | 유권자 수       | 투표율(%)       | 유권자 수  | 투표율(%)       |                 |                       |
| | 49,332,709      | 66.71           | 43,328,540 | 66.63           |                 |                       |

## 여파
선거 결과 어느 정당도 원내 제1당을 차지하지 못하는 헝 의회인 것으로 드러났으며, 제1당인 신인민전선 (NFP)도 원내 의석 중 3분의 1에 그쳤다. 다만 극우 정당 계열의 돌풍이 저지되었다는 점에서 신인민연합에 참여한 굴복하지 않는 프랑스 (LFI)의 장뤼크 멜랑숑 대표는 "유권자들이 좌파 연합의 승리를 만들었다"며 "최악의 시나리오를 분명히 거부했다"고 평가했다. 사회당의 올리비에 포르 대표도 "오늘 저녁 프랑스는 국민연합의 집권을 거부했다"고 평가했다.
국민연합의 마린 르펜 대표는 "마크롱 대통령과 극좌의 부자연스러운 동맹만 아니었어도 우리 당이 절대과반이었을 것"이라며 "우리의 승리는 늦춰졌을 뿐"이라 밝혔다. 엘리제궁은 "국민의 선택을 존중한다"는 원론적 입장을 밝혔다.
선거 직후 원내 제1당 자격을 상실한 가브리엘 아탈 총리는 에마뉘엘 마크롱 대통령에 사의를 표했다. 좌파에서 총리를 임명하지 않고 여당과 중도보수 진영의 미셸 바르니에를 총리로 임명하였으나, 불신임 투표를 거쳐 사퇴하였다. 2025년 1월 마크롱 대통령은 신년사에서 자신의 조기 총선 결정이 프랑스를 분열에 빠뜨렸다고 인정하고 사과하였다.

## 같이 보기
- 2022년 프랑스 대통령 선거
- 2022년 프랑스 총선
- 프랑스 의회
  - 프랑스 상원
  - 프랑스 하원